# Sigale
Sigale (occitanska: Sigala) är en kommun i departementet Alpes-Maritimes i regionen Provence-Alpes-Côte d'Azur i sydöstra Frankrike. Kommunen ligger  i kantonen Roquesteron som ligger i arrondissementet Nice. År 2022 hade Sigale 202 invånare.

## Befolkningsutveckling
Antalet invånare i kommunen Sigale
Referens: INSEE